# Municipio de Cedar (condado de Lee)
El municipio de Cedar (en inglés: Cedar Township) es un municipio ubicado en el condado de Lee en el estado estadounidense de Iowa. En el año 2010 tenía una población de 376 habitantes y una densidad poblacional de 3,96 personas por km².

## Geografía
El municipio de Cedar se encuentra ubicado en las coordenadas 40°46′9″N 91°39′55″O / 40.76917, -91.66528. Según la Oficina del Censo de los Estados Unidos, el municipio tiene una superficie total de 94.9 km², de la cual 94,87 km² corresponden a tierra firme y (0,04 %) 0,04 km² es agua.

## Demografía
Según el censo de 2010, había 376 personas residiendo en el municipio de Cedar. La densidad de población era de 3,96 hab./km². De los 376 habitantes, el municipio de Cedar estaba compuesto por el 98,94 % blancos, el 0,27 % eran de otras razas y el 0,8 % eran de una mezcla de razas. Del total de la población el 0,53 % eran hispanos o latinos de cualquier raza.